# Nilde Baracchi
Pour les articles homonymes, voir Baracchi.
Leonilde Baracchi, connue sous le nom Nilde Baracchi, née en 1889 en Italie, est une actrice italienne active dans les années du cinéma muet. Elle est connue pour son rôle de Misora dans Les Aventures extraordinaires de Saturnin Farandoul, ainsi que celui de Robinette, partenaire comique du personnage de Robinet joué par Marcel Fabre, dans de nombreux courts-métrages.

## Biographie
Nilde Baracchi a commencé sa carrière dans des music-halls et théâtres en Italie et en France, puis a suivi son conjoint Marcel Fabre au cinéma en 1911 en interprétant le rôle de Robinette, personnage comique accompagnant Robinet, personnage lui joué par Marcel Fabre. L’effet comique associé au personnage de Robinette était souvent basé sur un décalage entre le comportement de celle-ci et les canons féminins de l’époque.

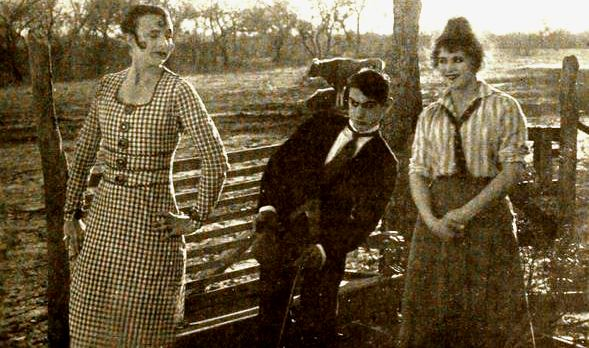
Nilde Baracchi avec Marcel Fabre et Edna Holland dans The Tenderfoot (1919)

En 1913, elle joue le rôle de Misora dans Les aventures extraordinaires de Saturnin Farandoul de Marcel Fabre et Luigi Maggi, adaptation du roman Voyages très extraordinaires de Saturnin Farandoul d’Albert Robida. Le roman est divisé en 18 chapitres, chacun décrivant une aventure différente. Le film, d’abord diffusé sous forme de feuilleton hebdomadaire avec 18 épisodes de 20 minutes, est finalement distribué comme long-métrage. Certaines parties ont été perdues, réduisant sa taille à quatre parties, chacune correspondant à un chapitre du livre,.
À la fin de l’année 1915, le couple déménage aux États-Unis et continue la série de films, produits par des sociétés de production comme Jester et Eagle. Le personnage de Robinet devint Tweedledum ou Twede-Dan, raccourci en Tweedy; et Robinette Tweedledee. Nilde Baracchi joue également le rôle de Babette Perez (Perez est le nom de naissance de Marcel Fabre), parfois sous le nom de Nilde Babette. En 1919, le couple se sépare et Baracchi retourne en Italie où elle joue dans au moins deux autres films avant de terminer sa carrière,. Pendant ce temps, Marcel Fabre continue à tourner ses films comiques en remplaçant Nilde Baracchi par l’Américaine Dorothy Earle dans le rôle de Babette Perez.

## Filmographie
Sauf indication contraire, les informations mentionnées dans cette section peuvent être confirmées par la base de données cinématographiques IMDb,  présente dans la section « Liens externes ».

### Courts-métrages

#### De 1911 à 1915
1911
- Il convegno supremo (it) de Luigi Maggi
- Effetti della jupe-culotte
- Robinet e il monocolo della verità : Robinette
- Robinet entre deux feux (Robinet tra due fuochi) : Robinette
- Robinet sposa un'americana
- Robinet ed i salvatori : Robinette
- Gli stivali di Robinet : Robinette[12]
- Uno scherzo di Robinet : Robinette

1912
- La signorina Robinet : Robinette
- Robinet ricattatore : Robinette
- Robinet fa la cura dei bagni : Robinette
- Robinet faux cow-boy (Robinet falso cow-boy) de Marcel Fabre : Robinette
- Robinet sogna il mare : Robinette
- Robinette nihiliste (Robinette nichilista) : Robinette
- La nuova cameriera è troppo bella : Robinette
- Robinet caricaturista : Robinette
- Robinet si assicura sulla vita : Robinette
- Robinet sbaglia piano de Marcel Fabre : Robinette
- Robinet studia matematica de Marcel Fabre : Robinette
- Robinet in vacanza de Marcel Fabre : Robinette
- Robinet in un educandato : Robinette
- L'onomastico di Robinet : Robinette
- L'evasione di Robinet : Robinette
- Le rendite di Robinet : Robinette
- Una dichiarazione impossibile di Robinet : Robinette
- Robinet guida per amore de Marcel Fabre : Robinette
- Robinet ladro inafferrabile : Robinette

1913
- Fricot cantastorie (it) de Marcel Fabre : la femme
- Robinet, Robinette de Marcel Fabre : Robinette
- Come Robinet sposò Robinette : Robinette
- La belle-mère de Robinet (La suocera di Robinet) : Robinette
- Robinet gagne un steeple-chase (Robinet e lo steeple-chase) : Robinette
- Il ragno d’Edoardo Bencivenga (it)
- I fratelli Robinet : Robinette
- Robinet ama la fioraia de Marcel Fabre : Robinette
- Robinet sposa a vapore : Robinette
- Il duello di Fricot : Robinette
- Una scommessa di Butalin e di Robinet : Robinette
- La madre di Robinet : Robinette
- Robinet femminista : Robinette

1914
- La donna economa (it) de Marcel Fabre : Robinette
- Un viaggio laborioso : Robinette
- Duetto in quattro de Marcel Fabre : Robinette
- Il cavallo fedele de Marcel Fabre : Robinette
- Come Robinet divenne comico de Marcel Fabre : Robinette
- L'amore diede forza a Robinet de Marcel Fabre : Robinette
- L'energia di Fricot de Marcel Fabre
- Robinet è geloso de Marcel Fabre : Robinette
- Robinet perde e guadagna de Marcel Fabre : Robinette
- Robinet ha del carattere de Marcel Fabre : Robinette
- Robinet non vuol saperne de Marcel Fabre : Robinette
- Robinet ama disinteressatamente de Marcel Fabre : Robinette
- Robinet cerca l'ideale de Marcel Fabre : Robinette
- Robinet ha il tipo americano de Marcel Fabre : Robinette
- La trovata di Robinet de Marcel Fabre : Robinette

1915
- Robinet torna a Robinette de Marcel Fabre : Robinette
- Robinette vuol farla a Robinet de Marcel Fabre : Robinette
- Jack Forbes contro Robinet de Marcel Fabre : Robinette
- Quando Robinet ama de Marcel Fabre : Robinette
- Robinet pescatore de Marcel Fabre : Robinette
- Robinet detective amateur : Robinette
- Robinet muore per amore de Marcel Fabre : Robinette
- Robinet angelo custode de Marcel Fabre : Robinette

1916
- Some hero de Marcel Fabre : Babette Perez
- A Scrambled Honeymoon de Marcel Fabre : Babette Perez
- Tweedledee and Her Daughter de Marcel Fabre[13]
- A Busy Night de Marcel Fabre
- A Lucky Tramp de Marcel Fabre : Babette Perez
- Lend Me Your Wife de Marcel Fabre : Babette Perez
- The Burlesque Show de Marcel Fabre : Babette Perez
- Tweedledum Torpedoed by Cupid de Marcel Fabre : Babette Perez
- Two of a Kind : Babette Perez

#### Après 1916
- 1918 : Oh! What a Day (it) de William A. Seiter : Babette Perez
- 1918 : Camouflage de William A. Seiter : Nilde Babette
- 1918 : He Wins de Marcel Fabre : Nilde Babette
- 1918 : It's a Great Life de Marcel Fabre : Nilde Babette
- 1918 : The Fly Ball de William A. Seiter : Nilde Babette
- 1918 : The Recruit
- 1918 : The Wrong Flat de Marcel Fabre : Nilde Babette
- 1919 : The Tenderfoot de Marcel Fabre : Nilde Babette
- 1919 : In the Wild West de Marcel Fabre : Nilde Babette

### Longs-métrages
- 1913 : Les Aventures extraordinaires de Saturnin Farandoul (Le avventure straordinarissime di Saturnino Farandola) de Marcel Fabre : Misora
- 1915 : Il yacht misterioso (it) d’Adelardo Fernández Arias et Marcel Fabre : Robinette
- 1915 : La colpa del morto (it) de Marcel Fabre
- 1919 : Cuor di ferro e cuor d'oro (it) de Dante Cappelli (it) et Luigi Maggi
- 1919 : La morte che non uccide de Gustavo Zaremba de Jaracewski